# Щербатов, Павел Петрович
Князь Павел Петрович Щербатов (1762—1831) — действительный тайный советник, сенатор из рода Щербатовых. Племянник историка М. М. Щербатова.

## Биография
Родился 3 (14) февраля 1762 года. Младший сын гвардии капитана князя Петра Михайловича Щербатова и Натальи Павловны Балк-Полевой. Дед его по отцу генерал-майор князь М. Ю. Щербатов имел большое влияние при дворе и занимал должность губернатора Архангельской губернии; дед по матери — генерал П. Ф. Балк-Полевой был сенатором и камергером. Родные сёстры матери — Матрёна Павловна, была замужем за С. В. Салтыковым, известным фаворитом Екатерины II, и Мария Павловна, вышедшая замуж за обер-егермейстера С. К. Нарышкина. П. Я. Чаадаев приходился Павлу Петровичу двоюродным племянником.
Рано потеряв отца, Павел Щербатов в 1767 году был определён в Сухопутный кадетский корпус, откуда в 1782 году был выпущен поручиком в Черниговский пехотный полк. Произведён в том же году в капитаны, а затем в 1783 году переведён подпоручиком в лейб-гвардию Преображенского полка и назначен флигель-адъютантом к генерал-аншефу графу В. П. Мусину-Пушкину.
В 1784 году Щербатов был пожалован в камер-юнкеры, а в 1795 году в действительные камергеры. В 1796 году был назначен герольдмейстером, в 1798 году произведен в тайные советники и пожалован в сенаторы, причём ему Высочайше было приказано присутствовать во временном апелляционном департаменте. В том же году он был определён опекуном Санкт-Петербургского опекунского совета и ему пожалована была золотая, украшенная бриллиантами табакерка.
В 1802 году по болезни временно уволился со службы, к которой он вернулся только через три года: в 1805 году он был назначен присутствовать в Межевом департаменте Правительствующего Сената. С 1804 по 1811 год Щербатов был членом петербургского английского клуба. В 1812 году Щербатову был пожалован орден Св. Александра Невского и он был определён членом советов Общества благородных девиц и института ордена Святой Екатерины. 

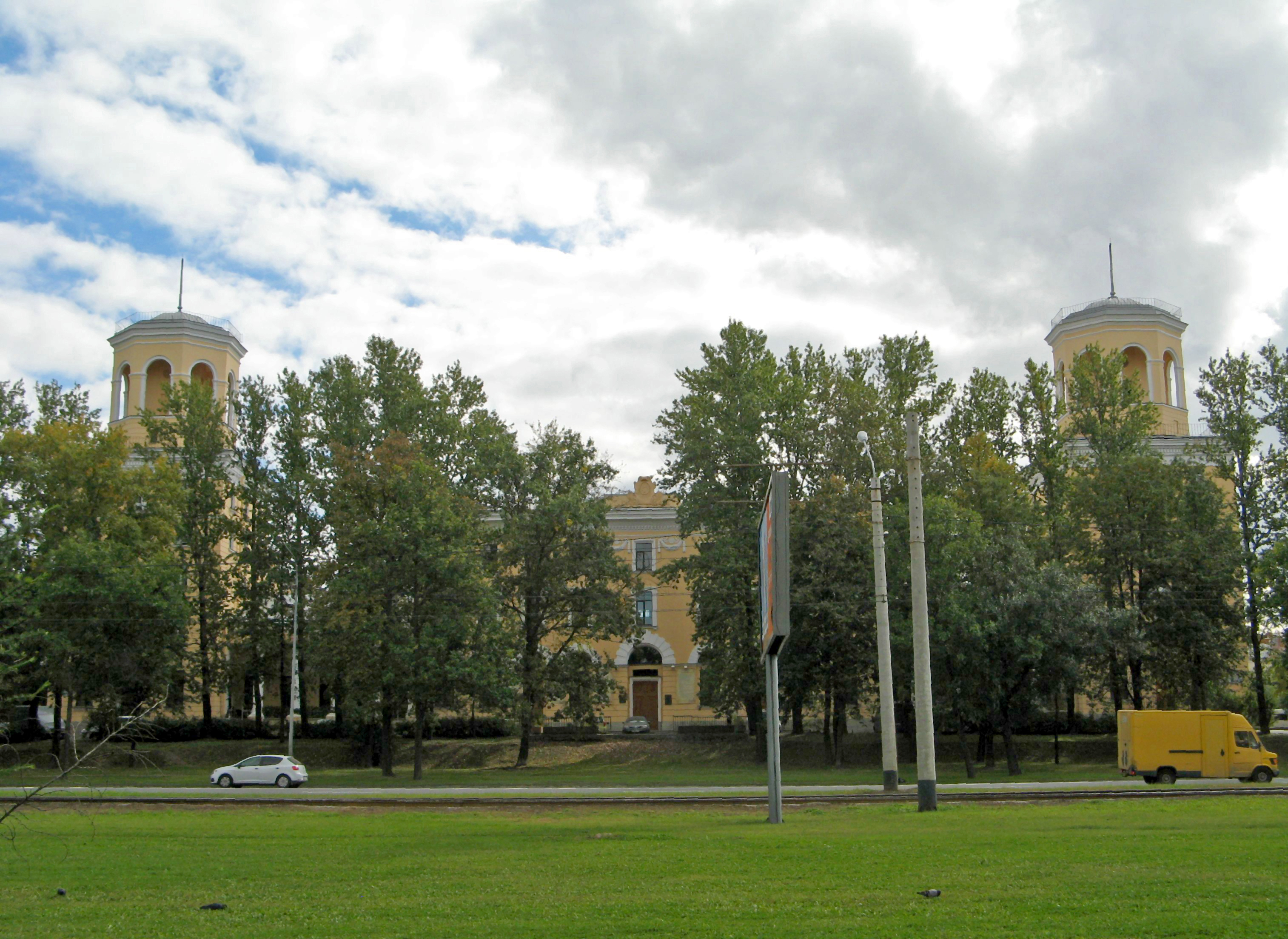
Дача князя Щербатова на Петергофской дороге

Расстроенное здоровье, нередко мешало его служебным занятиям, и поэтому, во внимание к его болезненному состоянию, в 1817 году ему Высочайше разрешено было присутствовать в Сенате лишь тогда, «когда здоровье это позволит».
В 1818 году Павел Петрович (в чине действительного тайного советника) был вынужден по болезни уволиться в заграничный отпуск. В 1822 году он вышел в отставку. 
Скончался 21 мая (2 июня) 1831 года и был погребён в церкви Св. Духа в Александро-Невской лавре. 

По этому поводу К. Я. Булгаков писал графу Закревскому из Петербурга:
Здесь умер князь Щербатов. Два дня до смерти был здоров, играл в клубе в вист, вдруг не стало. У него, однако же, была какая-то закоснелая болезнь. Зубовой, его дочери, достается 14 тысяч душ и много денег.

## Семья
Жена (с 10 февраля 1794) — графиня Анастасия Валентиновна урождённая графиня Мусина-Пушкина (07.01.1774—06.03.1841), дочь Валентина Платоновича Мусина-Пушкина и Прасковьи Васильевны, урождённой княжны Долгоруковой.
Имели трёх дочерей:
- Прасковья Павловна (1795—1820) — 1-я жена гофмейстера князя Бориса Николаевича Юсупова (1794—1849). Умерла во время родов. Похоронена в семейном склепе Юсуповых при Спасской церкви в селе Котово Московского уезда.
- Мария Павловна (род. и ум. 1797)
- Наталья Павловна (1801—1868) — замужем за графом Александром Николаевичем Зубовым (1797—1875), полковник, внук А. В. Суворова и племянник фаворита П. А. Зубова.

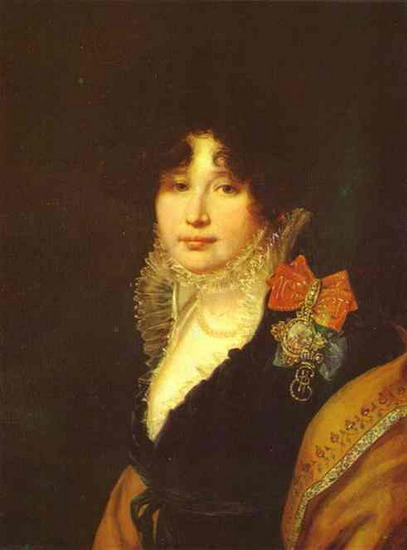
Анастасия Валентиновна, жена
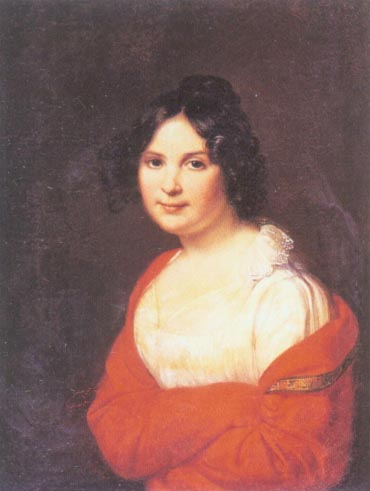
Прасковья Павловна, дочь
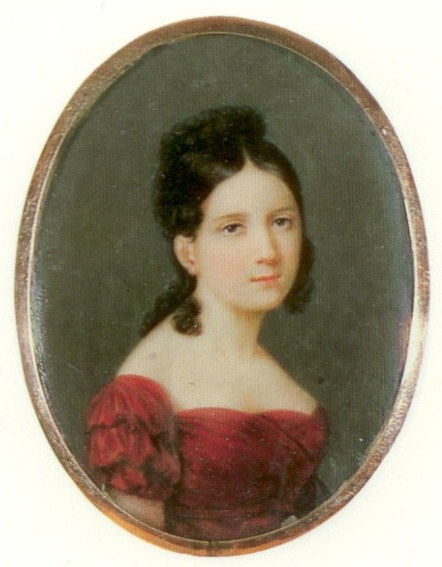
Наталья Павловна, дочь

## Адреса в Санкт-Петербурге
- Миллионная ул., д. 6, дом получил в наследство (1793) вместе со всем состоянием Марии Павловны Нарышкиной.
- набережная Мойки, д.41, проживал в 1810-х гг.
- дача в районе Петергофского шоссе, она была продана под психиатрическую лечебницу (1828).